# Prince Tega Wanogho
Prince Tega Wanogho (Estado del Delta, Nigeria, 22 de noviembre de 1997) es un jugador profesional nigeriano de fútbol americano que se desempeña en la posición de offensive tackle en Kansas City Chiefs, equipo de la National Football League (NFL).

## Carrera
Fue seleccionado en la sexta ronda en la Reunión Anual de Selección de Jugadores de la NFL de 2020. Hizo su debut profesional con el equipo Philadelphia Eagles, en el cual jugó una temporadas (2020-2021), luego pasó a Kansas City Chiefs, donde lleva jugando tres temporadas.